# Hockey!/Soccer!
Hockey!/Soccer! é um jogo eletrônico lançado em 1979 pela Magnavox para o seu console Odyssey². Como o nome sugere, o game era um combo que trazia futebol e hóquei no gelo no mesmo cartucho.